# Sieg

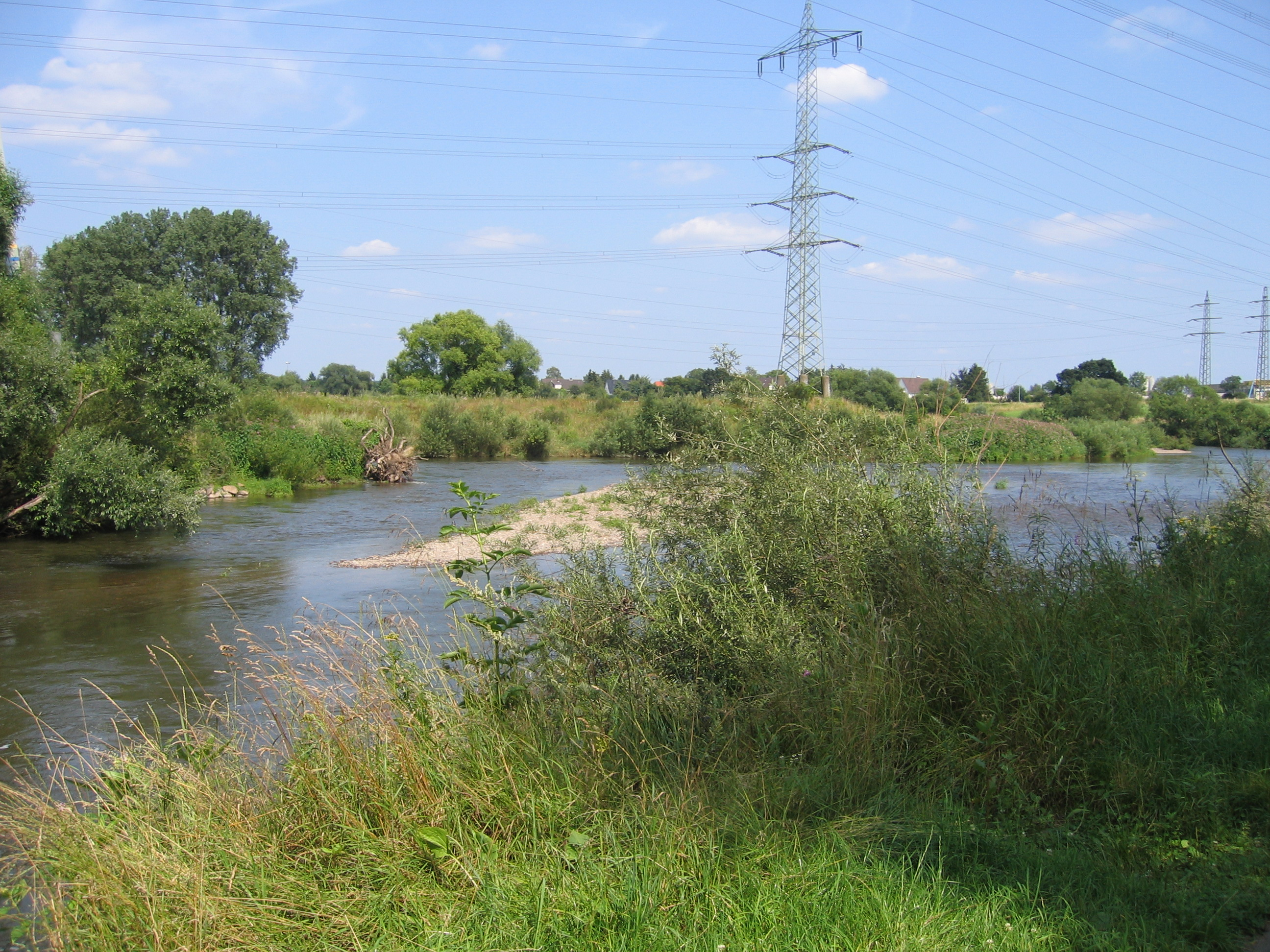
Sieg nära Siegburg

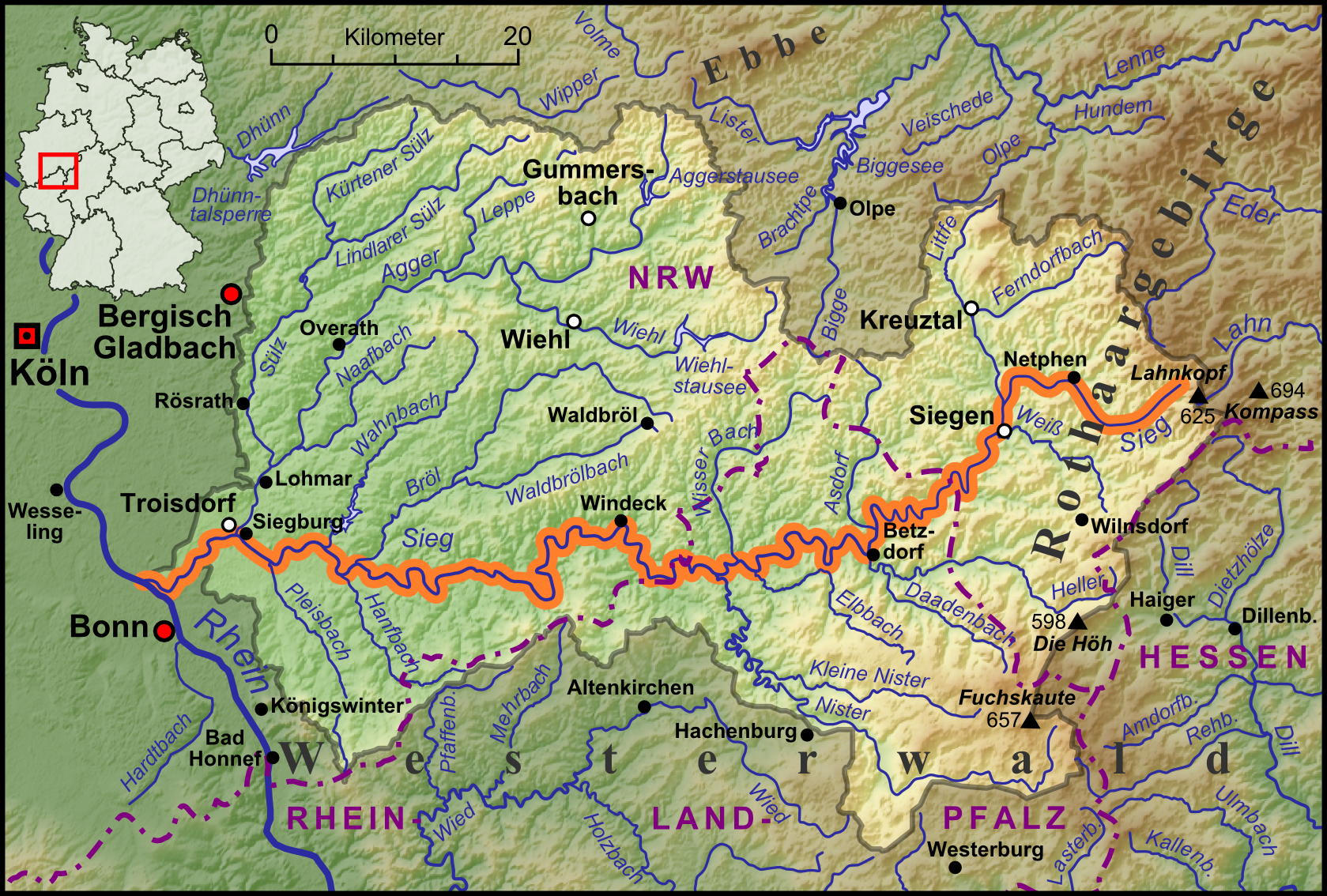
Karta över Siegs avrinningsområde (det ljusa området på kartan).

Sieg är en 130 kilometer lång biflod till Rhen. Floden rinner upp i Rothaargebirge i förbundslandet Nordrhein-Westfalen, passerar staden Siegen, och flyter åt väster genom Rheinland-Pfalz. Sista sträckan rinner den åter genom Nordrhein-Westfalen till mynningen i Rhen vid stadsdelen Mondorf i staden Niederkassel norr om Bonn. Floden är segelbar på den nedersta delen mellan  Siegburg och Rhen.
Avrinningsområdet är 2 760 km².